# صاروخ هواة

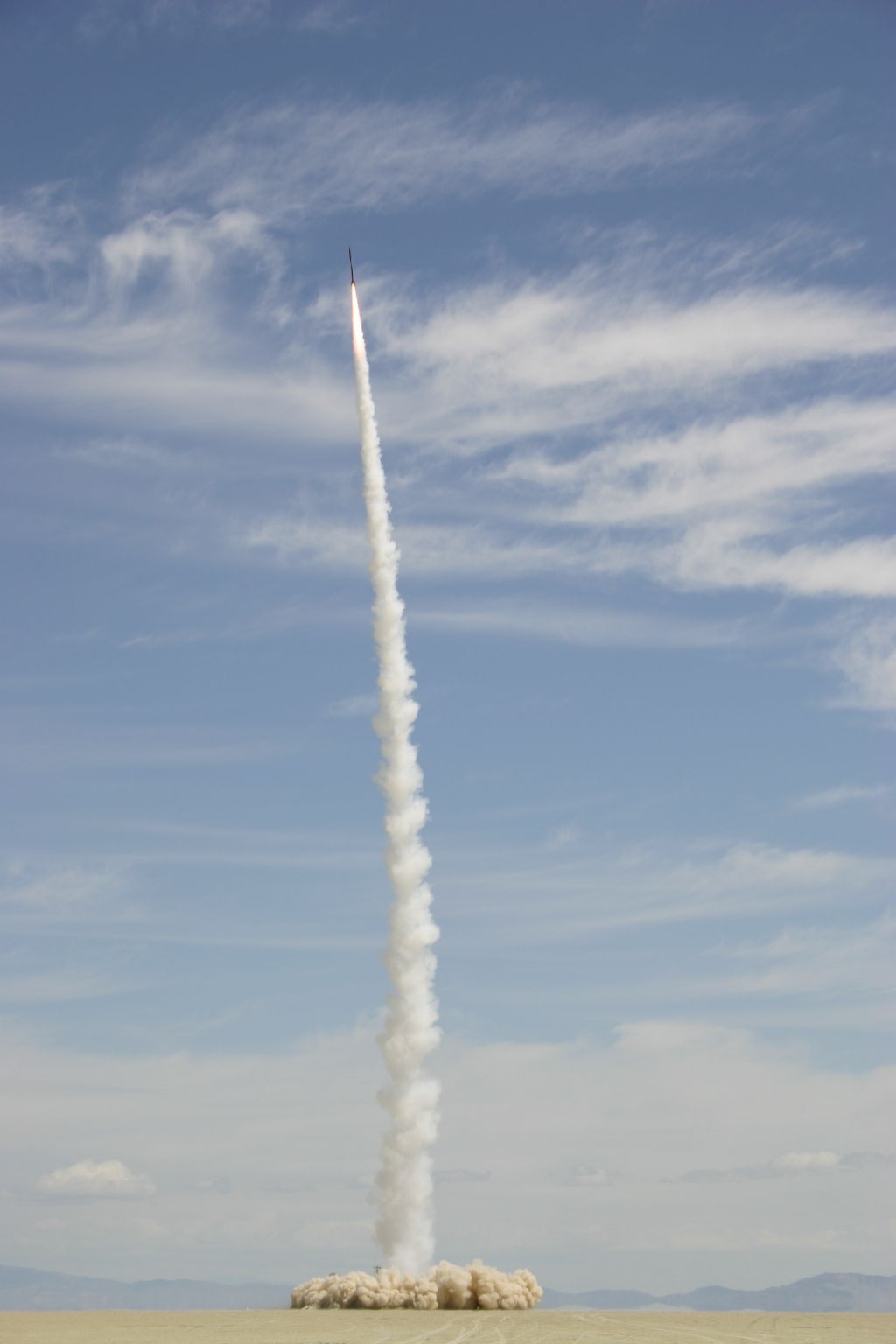
إطلاق صاروخ للفضاء تابع لـفريق استكشاف الفضاء المدني CSXT/GoFast، 17 مايو 2004م.

صواريخ الهواة ، والمعروف أحيانًا باسم عِلم الصواريخ التجريبي أو علم الصواريخ التجريبي للهواة، هو هواية يقوم المشاركون فيها بتجربة الوقود وصنع محركات الصواريخ الخاصة بهم، وإطلاق مجموعة واسعة من أنواع وأحجام الصواريخ. كان علماء الصواريخ الهواة مسؤولين عن أبحاث مهمة في مجال محركات الصواريخ الهجينة، وقاموا ببناء وتحليق مجموعة متنوعة من المحركات الصلبة والسائلة والهجينة.

## تاريخ

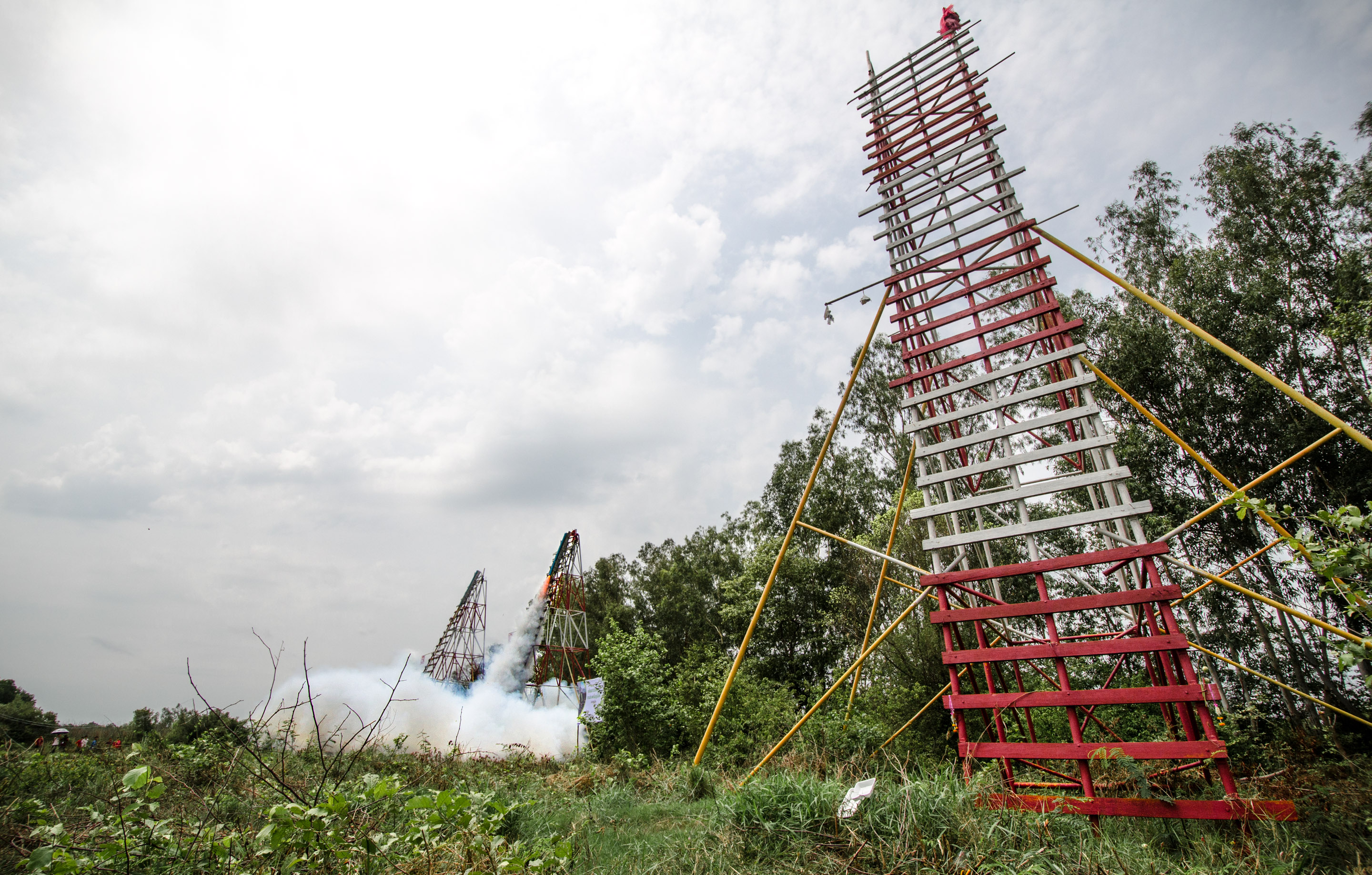
تعد مهرجانات الصواريخ تقليدًا قديمًا في بداية موسم الأمطار في أجزاء معينة من لاوس وتايلاند.

كانت صناعة الصواريخ للهواة شائعة بشكل خاص في أواخر الخمسينيات وأوائل الستينيات بعد إطلاق سبوتنيك، كما هو موضح في مذكرات هومر هيكام عام 1998 بعنوان Rocket Boys.
كانت إحدى المنظمات الأولى التي أُنشئت في الولايات المتحدة للانخراط في مجال الصواريخ للهواة هي «جمعية صواريخ المحيط الهادئ» التي تأسست في كاليفورنيا في أوائل الخمسينيات من القرن العشرين. أجرت المجموعة أبحاثها حول الصواريخ من موقع إطلاق في أعماق صحراء موهافي. 
في صيف عام 1956، قام «جيمي بلاكمون»، البالغ من العمر 17 عامًا من مدينة شارلوت بولاية نورث كارولينا، ببناء صاروخ يبلغ طوله 6 أقدام في قبو منزله. تم تصميم الصاروخ ليتم تشغيله بواسطة مزيج من النيتروجين السائل والبنزين والأكسجين السائل. وبعد أن علمت إدارة الطيران المدني أن بلاكمون يريد إطلاق صاروخه من مزرعة قريبة، أبلغت الجيش الأمريكي. تم فحص صاروخ بلاكمون في ترسانة ريدستون وفي النهاية تم إيقافه على أساس أن بعض المواد التي استخدمها كانت ضعيفة للغاية بحيث لا يمكنها التحكم في تدفق وخلط الوقود.   
أنتشر الاهتمام بهواية الصواريخ إلى حد كبير بعد نشر مقال في مجلة العلوم الأمريكية في يونيو 1957 والذي وصف التصميم وصيغ الوقود وتقنيات الإطلاق التي استخدمتها مجموعات الصواريخ الهواة النموذجية في ذلك الوقت (بما في ذلك جمعية أبحاث التفاعل في كاليفورنيا). وفي عام 1960، نشر «برتراند ر. برينلي»كتابًا بعنوان «دليل الصواريخ للهواة»، والذي قدم معلومات أكثر تفصيلاً فيما يتعلق بهذه الهواية، وساهم بشكل أكبر في زيادة شعبيتها.
مع تزايد توفر المعرفة بالتطورات الحديثة في الوقود المركب والسائل للعامة، أصبح من الممكن تطوير محركات للهواة تتمتع بقدر أكبر من الأمان. لم يعد الهواة يعتمدون على خلطات المساحيق المعبأة الخطيرة التي قد تكون حساسة وغير متوقعة في التعامل والأداء. 
حاولت مشاريع مثل Sugar Shot to Space إطلاق صواريخ باستخدام «السكر» كوقود. 

## السجلات
تشير عبارة «اللقطة الفضائية للهواة» إلى إطلاق صاروخ بواسطة كيانات غير تجارية تنجح في الوصول أو تجاوز خط كارمان، وهو الحدود المعترف بها دوليًا للفضاء.
| تاريخ          | موقع                              | منظمة                                                       | عربة                     | أقصى ارتفاع (AMSL) | السرعة القصوى   | تعليقات                                       |
| -------------- | --------------------------------- | ----------------------------------------------------------- | ------------------------ | ------------------ | --------------- | --------------------------------------------- |
| 20 أكتوبر 2024 | صحراء بلاك روك، نيفادا            | مختبر الدفع الصاروخي التابع لجامعة جنوب كاليفورنيا (USCRPL) | الهزة الارتدادية الثانية | 143 كم             | 1,610 متر/ثانية | - حامل الرقم القياسي الحالي للارتفاع والسرعة. |

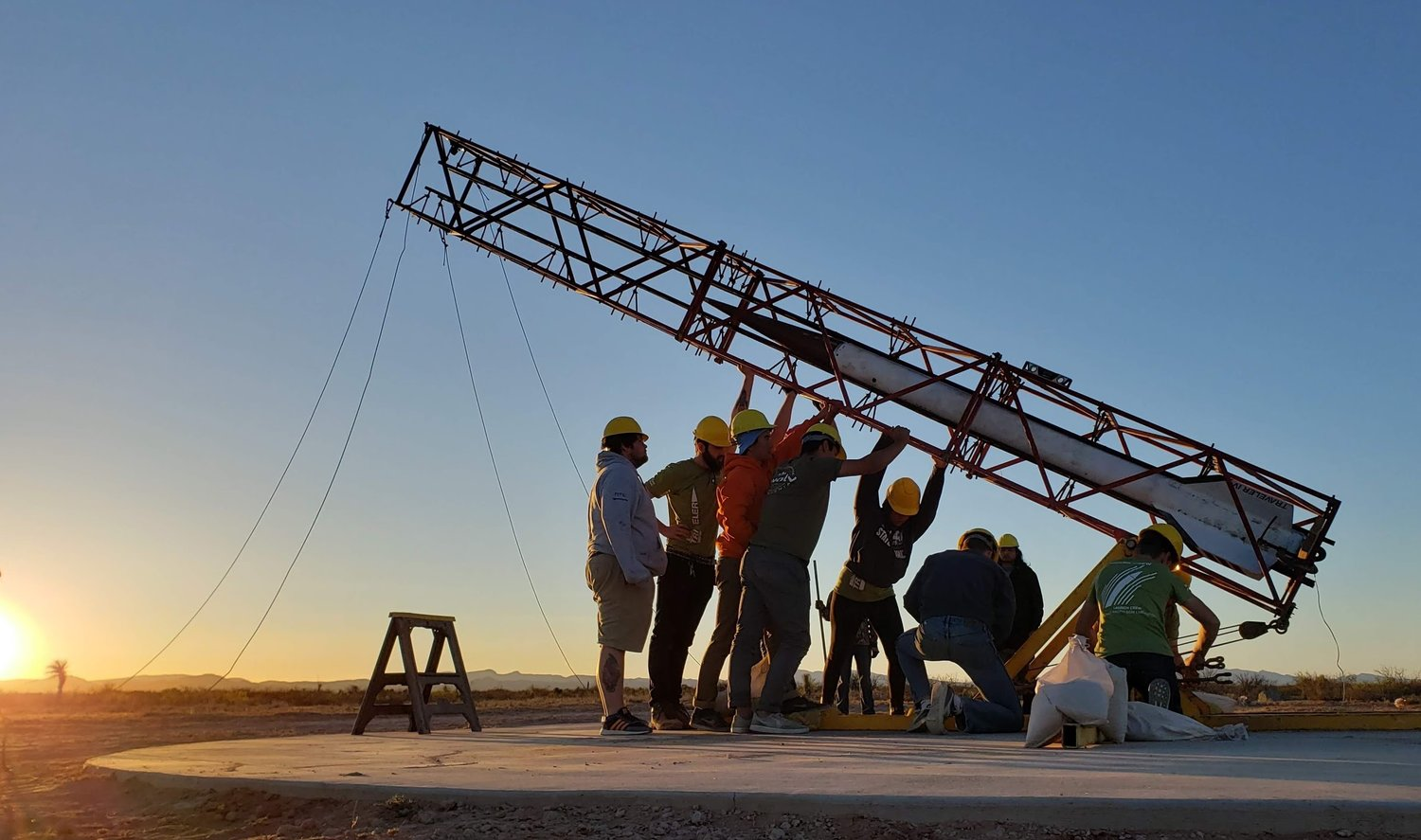
إطلاق USCRPL/Traveler IV، ميناء الفضاء الأمريكي، نيو مكسيكو. 21 أبريل 2019.

| 21 أبريل 2019  | ميناء الفضاء الأمريكي، نيو مكسيكو | مختبر الدفع الصاروخي التابع لجامعة جنوب كاليفورنيا (USCRPL) | المسافر الرابع           | 104 كم             | 1,513 متر/ثانية | - أول طالب ناجح في رحلة الفضاء.               |
| 17 مايو 2004   | صحراء بلاك روك، نيفادا            | فريق استكشاف الفضاء المدني ‏ (CSXT)                          | جو فاست                  | 116 كم             | 1,530 متر/ثانية | - أول رحلة فضائية ناجحة للهواة.               |